# Andrew Holleran
Pour les articles homonymes, voir Garber.
Andrew Holleran, de son vrai nom Eric Garber (né en 1943), est un écrivain américain.
Il est l'un des principaux romanciers de la littérature gay après les émeutes de Stonewall. Il fut membre du « Violet Quill », un groupe d'écrivains gay qui se réunit brièvement entre 1980 et 1981, et qui comprenait aussi Edmund White et Felice Picano.

## Biographie
Andrew Holleran est un pseudonyme. Son premier roman, Le Danseur de Manhattan, parut en 1978. Il se déroule dans les discothèques de New York et à Fire Island, et présente plusieurs points communs (lieux, thèmes) avec le caustique roman satirique Faggots de Larry Kramer, publié la même année. Le roman de Holleran est cependant plus littéraire et onirique que celui de Kramer.
Son roman suivant, Les Nuits d'Aruba, raconte aussi la vie d'un homosexuel. Son dernier roman, Grief, a reçu le Stonewall Book Award en 2007. Il sera publié, en français, aux éditions [MiC_MaC] sous le titre Le Passant chagrin en mai 2008.
Holleran enseigne l'écriture à l'American University de Washington, et publie des nouvelles dans des anthologies comme and M2M : New Literary Fiction, et des articles dans The Gay and Lesbian Review.

## Œuvres
- Dancer from the Dance, 1978 (Le Danseur de Manhattan, 10/18)
- Nights in Aruba, 1983 (Les Nuits d'Aruba, 10/18)
- Ground Zero, essais, 1988
- The Beauty of Men, 1996
- In September, The Light Changes, nouvelles, 1999
- Grief : a Novel, 2006 (Le Passant chagrin, 2008)